# Richard Wright (konstnär)
Richard Wright, född 1960 i London, är en brittisk konstnär och musiker.
Richard Wright växte upp i Skottland och studerade vid Edinburgh College of Art 1978-82 och vid Glasgow School of Art 1993-95. Han hade sin första soloutställning på Transmission Gallery i Glasgow 1994. Han bor och arbetar i Glasgow.
Richard Wright fick Turnerpriset år 2009 för sin gyllene väggfresk i Tate Britain.